# La Unión (Antioquia)
La Unión é uma cidade e município da Colômbia, no departamento de Antioquia. Distante 57 quilômetros de Medellín, a capital do departamento, e possui uma superfície de 198 quilômetros quadrados.
Ficou conhecido por ser a cidade na qual ocorreu uma das maiores tragédias do futebol mundial, no dia 28 de novembro de 2016, o avião que carregava a equipe da cidade de Chapecó, a Chapecoense, sofreu um acidente aéreo, que causou a morte de 71 pessoas, dentre elas, o técnico Caio Júnior e jogadores como Cléber Santana, Kempes, Danilo e Bruno Rangel (que faleceu como maior artilheiro da historia do clube com 81 gols marcados pelo clube).